# Clathria bitoxifera
Clathria bitoxifera är en svampdjursart som först beskrevs av Koltun 1970.  Clathria bitoxifera ingår i släktet Clathria och familjen Microcionidae. Inga underarter finns listade i Catalogue of Life.